# Efferia imbuda
Efferia imbuda är en tvåvingeart som först beskrevs av Charles Howard Curran 1934.  Efferia imbuda ingår i släktet Efferia och familjen rovflugor. Inga underarter finns listade i Catalogue of Life.